# Melissodes desponsa
Melissodes desponsa es una especie de abeja del género Melissodes, tribu Eucerini, familia Apidae. Fue descrita científicamente por Smith en 1854.

## Descripción
Los machos miden 11-13,5 milímetros de longitud y las hembras 12-13,5 milímetros.

## Distribución
Se distribuye por Estados Unidos y Canadá.